# ゆめおおおか
ゆめおおおかは、神奈川県横浜市港南区の上大岡駅に直結した複合施設である。
横浜市が主体となった「上大岡西口地区第一種市街地再開発事業」と、京浜急行電鉄が主体となった「上大岡駅前地区第一種市街地再開発事業」により建設され、1997年に完成した。商業棟、中央棟、業務棟（オフィスタワー）の3棟で構成されており、横浜市住宅供給公社が管理に当たっている。市が事業主体となっていることもあり、公共施設が多く入居している点も特徴の一つである。

## オフィスタワー
地下1階、地上24階 高さ113 m

### 主な入居施設
- 横浜市シルバー人材センター（13階）
- 福祉保健研修交流センター｢ウィリング横浜｣」（4階 - 12階）
- 横浜市消費生活センター（4階 - 5階）
- 三菱UFJ信託銀行上大岡支店（2階 - 3階）
- みずほ銀行上大岡支店（1階 - 2階）
- 横浜銀行上大岡支店（地下1階 - 地上1階）
- 上大岡駅前郵便局（地下1階）
- 京急保険サービス本社

## 商業棟
地下2階、地上11階

### 主な入居施設
- 京急百貨店本館（地下1階 - 地上10階）
  - ヨドバシカメラ（8階 - 9階）
  - 八重洲ブックセンター（6階）
- 駐車場（11階、500台収容）

## 中央棟
地下3階、地上9階

### 主な入居施設
- バスターミナル（1階）
- ウィング上大岡（地下1階 - 地上3階）
- 港南区民文化センター「ひまわりの郷」（4階 - 7階）
- 駐車場（地下2階 - 地下3階、300台収容）